# Климовка (Полтавская область)
Климовка (укр. Климівка) — село в Карловском районе Полтавской области Украины. Является административным центром и единственным населённым пунктом Климовского сельского совета.
Код КОАТУУ — 5321681601. Население по переписи 2024 года составляло 922 человек.

## Географическое положение
Село Климовка находится на левом берегу реки Орчик, выше по течению на расстоянии в 3 км расположено село Фёдоровка, ниже по течению примыкает село Новосёловка Зачепиловского района.
Река в этом месте извилистая, образует лиманы, старицы и заболоченные озёра.

## Экономика
- Молочно-товарная ферма.
- «Батькивщина», ООО.

## Объекты социальной сферы
- Школа.
- Дом культуры.
- Климовский историко-краеведческий музей.
- Климовская участковая больница.

## Религия
- Свято-Вознесенская церковь.